# Ambrosiano O 39 sup.

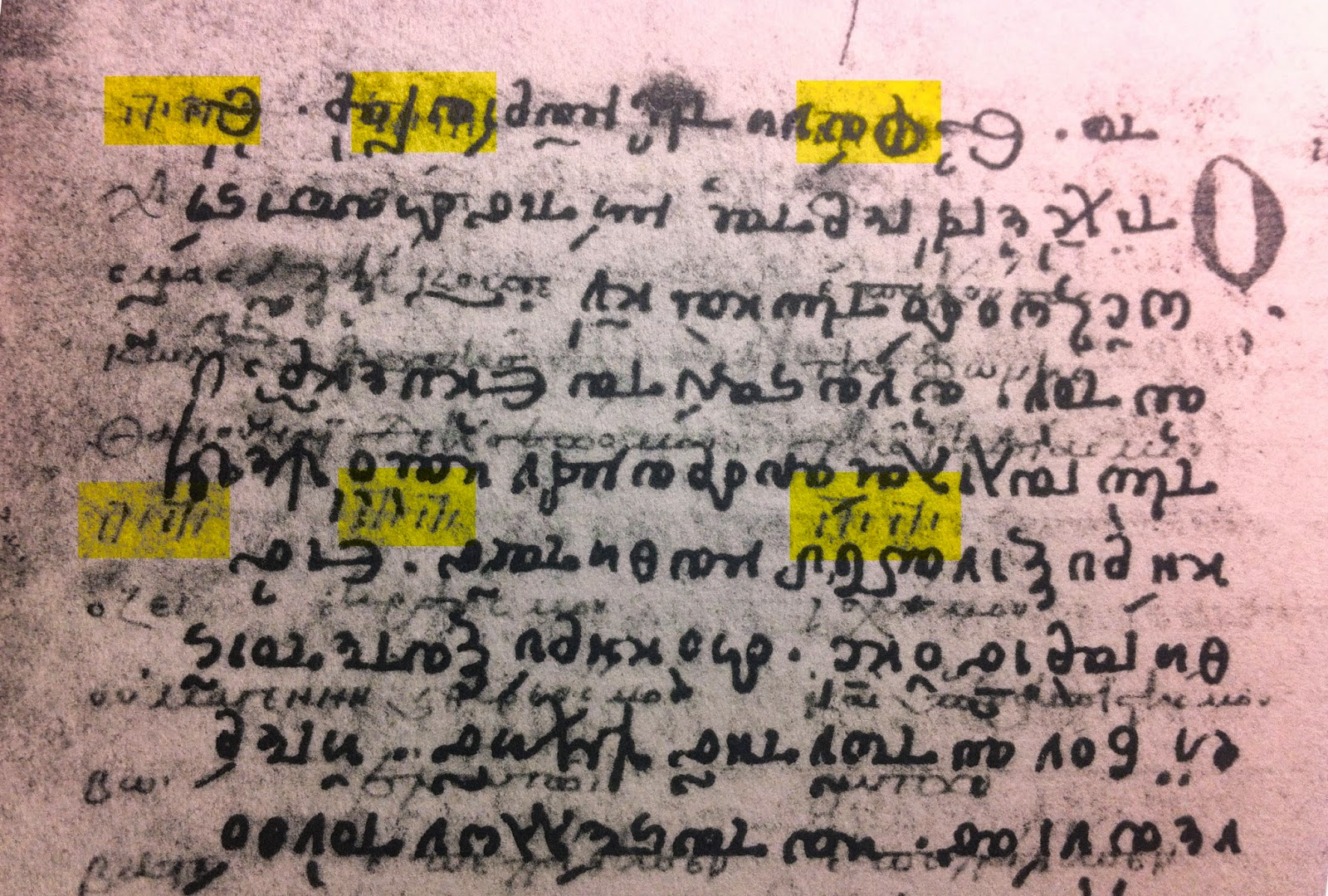
Presenza del nome YHWH nel manoscritto Ambrosiano O39 sup.

Ambrosiano O 39 sup. è un manoscritto del Exapla di Origene datata alla fine del IX secolo CE., scritto in forma di codice. Questo manoscritto è un palinsesto. Il manoscritto è indicato con il numero 1098 nella lista dei manoscritti dei Settanta come valutato da Alfred Rahlfs.

## Descrizione
Il codice è scritto in cinque colonne per pagina, a differenza di altre parti del Hexapla non contenere una colonna scritta in ebraico. La prima colonna ha una traslitterazione sequenziale del testo ebraico in greco, nella seconda probabilmente la traduzione di Aquila, nel terzo la versione di Simaco, la quarta contiene un testo dei Settanta e la quinta colonna contiene la versione greca di Quinta.
Il testo contiene il tetragramma nel seguito scritto in caratteri ebraici quadrati nelle cinque colonne nei seguenti luoghi: Libro dei Salmi: 18:30, 31, 41, 46; 28:6,7,8; 29:1 (x2), 2 (x2), 3 (x2); 30:1, 2, 4, 7, 8, 10, 10, 12; 31:1, 5, 6, 9, 21, 23 (x2), 24; 32:10, 11; 35:1, 22, 24, 27; 36:5; 46:7, 8, 11; 89:49, (colonne 1, 2 e 4), Sal 89:51, 52. Questo è l'ultimo manoscritto conosciuto che contiene il testo dei Settanta con il nome di Dio.

## Storia
È stata pubblicata una copia con trascrizione del testo nel 1958 da Giovanni Mercati, con il titolo: Psalterii Hexapli Reliquiae... Pars prima. Codex Rescriptus Bybliothecae Ambrosianae O 39 sup. Phototypice Expressus et Transcriptus.

## Posizione attuale
Attualmente il manoscritto è conservato nella Biblioteca Ambrosiana a Milano.